# Teemu Kattilakoski
Teemu Kattilakoski, né le 16 décembre 1977 à Kannus, est un fondeur finlandais. Spécialiste du style libre, son plus grand succès est une médaille de bronze obtenu au relais des Championnats du monde de Liberec en 2009.

## Biographie

### Carrière sportive
Il est licencié au club Alavieskan Viri.
Sa première apparition internationale a lieu aux Championnats du monde junior 1996.
Lors de l'édition 1997, il est notamment cinquième du trente kilomètres. En décembre 1998, il dispute sa première course dans la Coupe du monde à Muonio. Lors de la saison 1999-2000, il entame son hiver par une dixième place au trente kilomètres libre de Moscou pour marquer ses premiers points et obtient son premier podium dans un relais à Lahti.
Aux Jeux olympiques d'hiver de 2002, son premier grand championnat, il est 35e du trente kilomètres, après un podium en sprint par équipes à Nove Mesto.
Aux Championnats du monde 2003 à Val di Fiemme, il réalise un de ses meilleurs résultats avec une huitième position sur le cinquante kilomètres libre et est aussi sixième du relais. Aux Championnats du monde 2005, il arrive neuvième du quinze kilomètres libre à Oberstdorf.
Malgré son meilleur résultat individuel, obtenu à Kuusamo (huitième) dans la Coupe du monde, il n'a pas la même réussite aux Jeux olympiques de Turin en 2006, se classant 43e au cinquante kilomètres.
En 2009, il récolte la victoire sur la Dolomitenlauf, course longue distance de la Worldloppet, juste avant sa participation aux Mondiaux de Liberec, où il prend la médaille de bronze au relais, discipline où la Finlande n'était plus montée sur le podium d'une grande compétition depuis les Championnats du monde 1997. Il est ensuite huitième du cinquante kilomètres.
Aux Jeux olympiques d'hiver de 2010 à Vancouver, il est 27e du quinze kilomètres libre, alors qu'il visait le top dix.
Il annonce sa retraite sportive après les Championnats du monde 2011.

### Vie en dehors du ski
Kattilakoski a fait des études d'économie à l'université de Rovaniemi et d'Oulu. En 2006, le nouvel entraîneur Magnar Dalen qui est propriétaire de magasins de sport en Suède, met en contact le fondeur et Lauri Pyykönen avec un fabricant de chaussures. À partir de là est créé leur entreprise PyKa, qui importe des chaussures vers la Finlande.
Il donne naissance aussi à trois enfants.

## Palmarès

### Jeux olympiques
| Épreuve / Édition | Salt Lake City 2002 | Turin 2006 | Vancouver 2010 |
| 15 km libre       |                     |            | 27e            |
| 30 km libre       | 35e                 |            |                |
| 50 km libre       |                     | 43e        |                |
| Relais 4 × 10 km  | 11e                 |            | 5e             |

### Championnats du monde
| Épreuve / Édition | Épreuve / Édition | Val di Fiemme 2003 | Oberstdorf 2005 | Sapporo 2007 | Liberec 2009 | Oslo 2011 |
| 15 km libre       | 15 km libre       |                    | 9e              | 47e          |              |           |
| 50 km libre       | 50 km libre       | 8e                 |                 |              | 8e           | 35e       |
| Relais 4 × 10 km  | Relais 4 × 10 km  | 6e                 | 12e             | 6e           | Bronze       |           |

### Coupe du monde
- Meilleur classement général : 66e en 2000.
- Meilleur résultat individuel : 8e.
- 2 podiums en épreuve par équipes : 1 deuxième place et 1 troisième place.

#### Différents classements en Coupe du monde
| Année     | Classement général final | Classement distance | Classement sprint |
| 1999-2000 | 66e                      | 36e                 |                   |
| 2001-2002 | 96e                      |                     |                   |
| 2002-2003 | 105e                     |                     |                   |
| 2003-2004 | 142e                     | 100e                |                   |
| 2004-2005 | 120e                     | 78e                 |                   |
| 2005-2006 | 94e                      | 63e                 |                   |
| 2006-2007 | 86e                      | 52e                 |                   |
| 2007-2008 | 77e                      | 48e                 |                   |
| 2008-2009 | 159e                     | 79e                 |                   |
| 2009-2010 | 122e                     |                     |                   |

### Marathon de ski
- Vainqueur de la Dolomitenlauf en 2009.